# Trogogonia abrupta
Trogogonia abrupta là một loài bướm đêm trong họ Noctuidae.